# Klas Östergren
Klas Östergren (Estocolmo, 20 de fevereiro de 1955) é um escritor, argumentista e tradutor sueco.
Foi casado com a atriz Pernilla August entre 1982 e 1989. Há muitos anos que vive em Österlen, na região de Skåne.
Em 2014, foi eleito para a Academia Sueca, sucedendo a Ulf Linde.

## Carreira literária
Östergren estreou-se em 1975 com o livro Atilla, a que se seguiram Ismael e Fantomerna, três autobiografias. Tornou-se conhecido como escritor com o livro Gentlemen em 1980, um pasticho moderno de Röda Rummet de August Strindberg. Gentlemen apresenta uma perspectiva muito crítica da sociedade contemporânea, perspectiva reencontrada de no seu livro seguinte, Fattiga riddare och stora svenskar. Em 2005, Klas Östergren publica a continuaҫão de Gentlemen, Gangsters. Em outubro de 2009 foi publicado o novo livro de Klas Östergren, Den sista cigaretten. Este é um livro sobre uma pequena cidade sueca durante a década de 1980. Östergren também teve um grande sucesso como escritor para TV e cinema. Escreveu o argumento do filme Veranda för en tenor e para a televisão fez Offer och gärningsmän e Soldater i månsken. Traduziu ainda para sueco a obra The Catcher in the Rye, de J. D. Salinger.

## Obras
- Attila (1975)
- Ismael (1977)
- Fantomerna (1978)
- Gentlemen (1980)
- Giganternas brunn (1981)
- Slangbella (1983)
- Fattiga riddare och stora svenskar (1983)
- Plåster (1986)
- Hoppets triumf (1987)
- Ankare (1988)
- Handelsmän och partisaner (1991)
- Under i september (1994)
- Med stövlarna på och andra berättelser (1997)
- Tre porträtt (2002)
- Gangsters (2005)
- Orkanpartyt (2007)
- Den sista cigaretten (2009) [4]
- Twist (2014)

## Alguns prémios e menções honrosas
- The Sixten Heyman Award.[2][5]
- Eyvind Johnsonpriset 1989[6]
- Piratenpriset 1995[7]
- Doblougska priset 1998
- De Nios stora pris 2005[8]
- Nöjesguidens pris 2005
- Sveriges Radios Novellpris 2005[9]
- Stiftelsen Selma Lagerlöfs litteraturpris 2012[10]

## Academia Sueca
Klas Östergren vai ocupar a cadeira 11 da Academia Sueca, para a qual foi eleito em 2014, em substituição de Ulf Linde.